# Louin (Deux-Sèvres)
 Louin  es una población y comuna francesa, situada en la región de Poitou-Charentes, departamento de Deux-Sèvres, en el distrito de Parthenay y cantón de Saint-Loup-Lamairé.

## Demografía
| 945 | 963 | 948 | 1 092 | 1 097 | 1 125 | 1 177 | 1 115 | 1 092 | 1 063 | 1 129 | 1 122 | 1 167 | 1 201 | 1 136 | 1 118 | 1 119 | 1 129 | 1 062 | 1 092 | 939 | 914 | 919 | 889 | 853 | 833 | 830 | 805 | 767 | 800 | 795 | 751 |
| Para los censos de 1962 a 1999 la población legal corresponde a la población sin duplicidades (Fuente: INSEE [Consultar]) |     |     |       |       |       |       |       |       |       |       |       |       |       |       |       |       |       |       |       |     |     |     |     |     |     |     |     |     |     |     |     |